# AFCアジアカップ2011
AFCアジアカップ2011は、2011年1月7日から1月29日にかけて、カタールで開催された第15回目のAFCアジアカップである。予選を含む参加国数は25、本大会出場は16カ国。

## 開催国選定の経緯
開催地としてカタールの他にインドとイランが立候補を表明した。オーストラリアも立候補を検討していたものの断念した。その後カタールが正式に立候補を届け出たのに対し、インドは辞退、イランも期限内に手続きを行わなかったため、実質的にカタールのみの届け出となった。
2007年7月29日にインドネシア・ジャカルタにて、AFCアジアカップ2007の決勝戦開催の日に併せて、2011年のアジアカップ開催地をカタールとすることが告知された。また、国際サッカー連盟（FIFA）が、大陸連盟による大会は1月か7月に開催するものと定めていたため、中東における夏季の高温な気候を避けることから開催を1月とすることになった。

## 予選大会
予選免除が6チーム（開催国、前回大会上位3チーム、2008/2010優勝チーム）となったため、予選では10チームを選出した。最終予選は4チームずつ5組に分かれての総当たり戦で行われ、各組上位2チームが本大会出場権を得た。

## 出場国

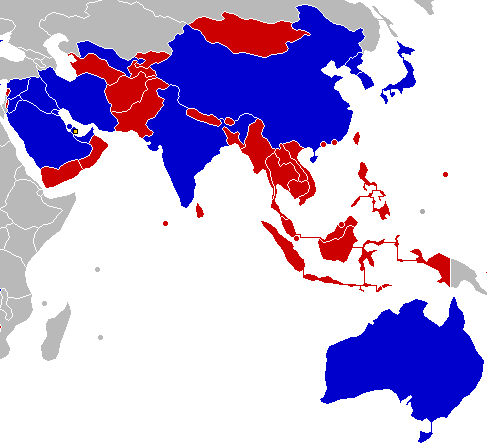
大会出場国
予選敗退国

出場選手はAFCアジアカップ2011参加チームを参照。
| 出場国・地域           | 予選                     | 出場回数         |
| ---------------------- | ------------------------ | ---------------- |
| カタール               | 開催国のため免除         | 4大会連続8回目   |
| イラク                 | 前回大会優勝のため免除   | 5大会連続7回目   |
| サウジアラビア         | 前回大会準優勝のため免除 | 8大会連続8回目   |
| 韓国                   | 前回大会3位のため免除    | 5大会連続12回目  |
| 日本                   | 予選A組1位               | 7大会連続7回目   |
| バーレーン             | 予選A組2位               | 3大会連続4回目   |
| オーストラリア         | 予選B組1位               | 2大会連続2回目   |
| クウェート             | 予選B組2位               | 3大会ぶり9回目   |
| アラブ首長国連邦       | 予選C組1位               | 3大会連続8回目   |
| ウズベキスタン         | 予選C組2位               | 5大会連続5回目   |
| シリア                 | 予選D組1位               | 4大会ぶり5回目   |
| 中国                   | 予選D組2位               | 10大会連続10回目 |
| イラン                 | 予選E組1位               | 12大会連続12回目 |
| ヨルダン               | 予選E組2位               | 2大会ぶり2回目   |
| インド                 | チャレンジカップ2008優勝 | 7大会ぶり3回目   |
| 朝鮮民主主義人民共和国 | チャレンジカップ2010優勝 | 5大会ぶり3回目   |

## 本大会

### 総括
日本が史上最多となる4回目の優勝を果たし、2013年にブラジルで開催されるFIFAコンフェデレーションズカップ2013への出場権を獲得した。
日本はアルベルト・ザッケローニが新監督として就任したばかりだったこともあり、前年の2010 FIFAワールドカップに出場したメンバーを軸に、経験の浅い若手を加えたチームで出場。大会序盤はなかなか調子が上がらず、途中で松井大輔、香川真司といった主力選手が怪我で離脱するというアクシデントに見舞われながらも、準々決勝で開催国カタールに3-2で逆転勝利を収めると、準決勝では韓国にPK戦までもつれる接戦を勝ち抜き決勝進出を果たす。決勝戦では延長後半4分に李忠成が代表初ゴールとなるボレーシュートを決めてオーストラリアを1-0で破った。
中央アジアの強豪ウズベキスタンの躍進も光った。開幕戦で開催国のカタールを破ると、2勝1分の首位でグループリーグを突破した。決勝トーナメントでは準決勝で敗れたが、3位決定戦で韓国に対し3点差から2点を返すなど大健闘を見せた。
その一方でサウジアラビアやイランなどを擁する西アジア勢は苦戦を強いられ、特に前回大会準優勝で大会前まで日本やイランと並んで最多3回の優勝を誇るサウジアラビアは、グループリーグでシリア、ヨルダンに連敗を喫してグループリーグ敗退決定1番乗りとなった上に、最終戦でも日本に大敗し3連敗という結果に終わった。また、2010年のガルフカップ王者で1980年大会優勝のクウェート、2004年大会で4位に入ったバーレーン、1996年大会で準優勝となったUAEといった、実績のある中東の強豪国も揃ってグループリーグで敗退。決勝トーナメントにはカタール、ヨルダン、イラン、前回王者イラクが残ったもののいずれも準々決勝で敗退し、ベスト4に西アジア勢が一つも残らなかったのは大会史上初めてとなった（かつてAFCに所属していたイスラエルを含む）。

### AFCチャレンジカップ枠の創設
本大会よりAFC所属のFIFAランキング下位国によって争われるAFCチャレンジカップの優勝国にアジアカップの出場権が与えられることになり、2008年大会優勝のインドと2010年大会優勝の北朝鮮がそれぞれこの枠で出場した。
インドはバーレーンから2得点、韓国から1得点を奪うなど健闘を見せたものの、結局3試合で13失点を喫して3連敗。前年にはW杯出場を果たして世界を驚かせた北朝鮮もこの大会では無得点で1分2敗のグループリーグ敗退に終わり、揃って結果を残すことはできなかった。

### 運営
グループリーグの1試合平均観客数は約1万2000人で、アジアサッカー連盟に記録が残る1992年広島大会以降では2000年のレバノン大会の約1万900人に次ぐ低調さになった。チケットの売れ行き自体は順調で、完売となった試合も多かったが、その多くが企業向けに販売され、実際には使用されなかったとみられる。
準々決勝のイランvs韓国では、スタジアム周辺で別の観戦客から余った入場券を購入しようとした日本人観戦客が「ダフ屋行為の疑い」としてスタジアムの警備員に逮捕される事例が発生。組織委員会が「正規料金での入場券の個人売買は違法ではない」と声明を発表する事態となった。また決勝戦では、正規の入場券を持った多数の観客が入場できないトラブルが発生。組織委員会が「入場できなかった観戦客は約3000人いたが、実際には約700席しか空席がなかった」と発表し、観戦できなかった観客全員にチケット代を払い戻すなど、チケットに関するトラブルが相次いだ。
準決勝2試合の入場券売り上げの全額は、洪水被害にあったオーストラリア、スリランカ、タイに寄付された。

### 会場一覧
| 都市           | スタジアム名                       | 収容人数 |
| -------------- | ---------------------------------- | -------- |
| ドーハ         | ハリーファ国際スタジアム           | 50,000人 |
| ドーハ         | アル・ガラファ・スタジアム         | 22,000人 |
| ドーハ         | ジャシム・ビン・ハマド・スタジアム | 13,500人 |
| ドーハ         | カタールSCスタジアム               | 12,500人 |
| アル・ラーヤン | アフメド・ビン＝アリー・スタジアム | 22,000人 |

ドーハ、その隣のアル・ラーヤン両都市ともに砂漠気候で、5月から9月の平均気温は40度を越える。大会開催期間中の1月のドーハの平均最高気温は22度で、平均最低気温は12.5度、降水量は12.5mm。現地時間の標準時はUTC+3。

## 結果

### 組み合わせ抽選
組み合わせ抽選は2010年4月23日、カタールのドーハのアスパイアドームで行われた。抽選はAFC公式HP上で、生中継された。
抽選方法は以下の通りである。
- 開催国であるカタールが第1シード、前大会優勝のイラクが第2シード、前大会準優勝のサウジアラビアが第3シード、前大会3位の大韓民国が第4シードとなり、第1シードから第4シードの計4か国をシード国として、それらを「ポット1」

残りのチームは、前大会の予選及び本大会での最終ランキングを元に振り分けられた。
- 最終ランキング5位の日本、6位のオーストラリア、7位のイラン、8位のウズベキスタンの計4か国を「ポット2」
- 最終ランキング9位の中国、10位のアラブ首長国連邦（UAE）、11位のバーレーン、12位のヨルダンの計4か国を「ポット3」
- 最終ランキング13位のシリア、14位のクウェート、15位のインド、16位の北朝鮮の計4か国を「ポット4」

に分けて抽選を行なう。
手順は以下の通りである。
1. 開催国のカタールは開幕戦を行なうため、最初に、A組1番に配置[17]。
2. ポット1の残りの国をB-D組に分ける（ポット1の残りの国で最初に出た国がB組、次に出た国がC組の要領で行う）。
3. ポット4の国をA-D組に分ける（ポット4から最初に出た国がA組、2番目に出た国がB組の要領で行う）。
4. ポット3の国をA-D組に分ける。
5. ポット2の国をA-D組に分ける。

### グループリーグ
4チームずつの4グループにわかれて1順の総当たり戦を行い、各グループ上位2チームが決勝トーナメントに進出する。
2チーム以上が勝ち点で並んだ場合、以下の順に評価を行い順位を決定する。
1. 勝ち点が並んだチーム間の対戦における勝ち点
2. 勝ち点が並んだチーム間の対戦における得失点差
3. 勝ち点が並んだチーム間の対戦における総得点（3チーム以上が勝ち点で並んだ場合）
4. グループリーグ全試合での得失点差
5. グループリーグ全試合での総得点
6. PK戦による決着（ただし、成績が同一のチームが2チームのみ、且つ、その両者が最終戦で対戦した場合のみ）[18]
7. フェアプレーに対する評価[19]
8. 抽選

#### グループ A
| 順 | 国             | 点 | 試 | 勝 | 分 | 敗 | 得 | 失 | 差 |
| -- | -------------- | -- | -- | -- | -- | -- | -- | -- | -- |
| 1  | ウズベキスタン | 7  | 3  | 2  | 1  | 0  | 6  | 3  | +3 |
| 2  | カタール       | 6  | 3  | 2  | 0  | 1  | 5  | 2  | +3 |
| 3  | 中国           | 4  | 3  | 1  | 1  | 1  | 4  | 4  | 0  |
| 4  | クウェート     | 0  | 3  | 0  | 0  | 3  | 1  | 7  | -6 |

| 2011年1月7日 19:15 |

| カタール | 0 - 2    | ウズベキスタン                                          |
|          | レポート | オディル・アフメドフ 58分 · セルヴェル・ジェパロフ 77分 |

| ハリーファ国際スタジアム（ドーハ） 観客数: 37,143人 主審: 西村雄一 |

| 2011年1月8日 16:15 |

| クウェート | 0 - 2    | 中国                      |
|            | レポート | 張琳芃 60分 · 鄧卓翔 66分 |

| アル・ガラファ・スタジアム（ドーハ） 観客数: 7,423人 主審: ベンジャミン・ウィリアムス |

| 2011年1月12日 16:15 |

| ウズベキスタン                                          | 2 - 1    | クウェート                       |
| マクシム・シャツキフ 41分 · セルヴェル・ジェパロフ 65分 | レポート | バドル・アル＝ムタウワ 49分 (PK) |

| アル・ガラファ・スタジアム（ドーハ） 観客数: 3,481人 主審: ナワフ・シュクララ |

| 2011年1月12日 19:15 |

| カタール                      | 2 - 0    | 中国 |
| ユーセフ・アハマド 27分, 45分 | レポート |      |

| ハリーファ国際スタジアム（ドーハ） 観客数: 30,778人 主審: 金東進 |

| 2011年1月16日 19:15 |

| 中国                   | 2 - 2    | ウズベキスタン                                              |
| 于海 6分 · 蒿俊閔 56分 | レポート | オディル・アフメドフ 30分 · アレクサンドル・ゲインリフ 47分 |

| アル・ガラファ・スタジアム（ドーハ） 観客数: 3,529人 主審: アブドゥラ・アル＝ヒラリ |

| 2011年1月16日 19:15 |

| カタール                                                                          | 3 - 0    | クウェート |
| ビラル・モハメド 11分 · ムハンマド・アッ＝サイイド 16分 · ファビオ・セザール 85分 | レポート |            |

| ハリーファ国際スタジアム（ドーハ） 観客数: 28,339人 主審: マリク・アブドゥル・バシール |

#### グループ B
| 順 | 国             | 点 | 試 | 勝 | 分 | 敗 | 得 | 失 | 差 |
| -- | -------------- | -- | -- | -- | -- | -- | -- | -- | -- |
| 1  | 日本           | 7  | 3  | 2  | 1  | 0  | 8  | 2  | +6 |
| 2  | ヨルダン       | 7  | 3  | 2  | 1  | 0  | 4  | 2  | +2 |
| 3  | シリア         | 3  | 3  | 1  | 0  | 2  | 4  | 5  | -1 |
| 4  | サウジアラビア | 0  | 3  | 0  | 0  | 3  | 1  | 8  | -7 |

| 2011年1月9日 16:15 |

| 日本            | 1 - 1    | ヨルダン                    |
| 吉田麻也 90+2分 | レポート | アブドゥルファッターハ 45分 |

| カタールSCスタジアム（ドーハ） 観客数: 6,255人 主審: マリク・アブドゥル・バシール |

| 2011年1月9日 19:15 |

| サウジアラビア        | 1 - 2    | シリア                      |
| アル＝ジャーシム 60分 | レポート | A.アル＝フサイン 38分, 63分 |

| アフメド・ビン＝アリー・スタジアム（アル・ラーヤン） 観客数: 16,562人 主審: 金東進 |

| 2011年1月13日 16:15 |

| サウジアラビア | 0 - 1    | ヨルダン                  |
|                | レポート | アブドゥッラフマーン 42分 |

| アフメド・ビン＝アリー・スタジアム（アル・ラーヤン） 観客数: 17,439人 主審: アリ・アル＝バドワウィ |

| 2011年1月13日 19:15 |

| シリア                     | 1 - 2    | 日本                               |
| アル＝ハティーブ 76分 (PK) | レポート | 長谷部誠 35分 · 本田圭佑 82分 (PK) |

| カタールSCスタジアム（ドーハ） 観客数: 10,453人 主審: モフセン・トーキー |

| 2011年1月17日 16:15 |

| ヨルダン                                         | 2 - 1    | シリア              |
| （ディヤーブ） 30分 (OG) · アッ＝サイフィー 59分 | レポート | アッ＝ゼーノー 15分 |

| カタールSCスタジアム（ドーハ） 観客数: 9,849人 主審: アブドゥッラフマーン・ムハンマド |

| 2011年1月17日 16:15 |

| サウジアラビア | 0 - 5    | 日本                                           |
|                | レポート | 岡崎慎司 8分, 13分, 80分 · 前田遼一 19分, 51分 |

| アフメド・ビン＝アリー・スタジアム（アル・ラーヤン） 観客数: 2,022人 主審: ラフシャン・イルマトフ |

#### グループ C
| 順 | 国             | 点 | 試 | 勝 | 分 | 敗 | 得 | 失 | 差  |
| -- | -------------- | -- | -- | -- | -- | -- | -- | -- | --- |
| 1  | オーストラリア | 7  | 3  | 2  | 1  | 0  | 6  | 1  | +5  |
| 2  | 韓国           | 7  | 3  | 2  | 1  | 0  | 7  | 3  | +4  |
| 3  | バーレーン     | 3  | 3  | 1  | 0  | 2  | 6  | 5  | +1  |
| 4  | インド         | 0  | 3  | 0  | 0  | 3  | 3  | 13 | -10 |

| 2011年1月10日 16:15 |

| インド | 0 - 4    | オーストラリア                                            |
|        | レポート | ケーヒル 11分, 65分 · キューウェル 25分 · ホルマン 45+2分 |

| ジャシム・ビン・ハマド・スタジアム（ドーハ） 観客数: 9,783人 主審: アリ・アル＝バドワウィ |

| 2011年1月10日 19:15 |

| 韓国              | 2 - 1    | バーレーン           |
| 具滋哲 41分, 52分 | レポート | アーイシュ 85分 (PK) |

| アル・ガラファ・スタジアム（ドーハ） 観客数: 6,669人 主審: アブドゥラ・アル＝ヒラリ |

| 2011年1月14日 16:15 |

| オーストラリア    | 1 - 1    | 韓国        |
| ジェディナク 62分 | レポート | 具滋哲 24分 |

| アル・ガラファ・スタジアム（ドーハ） 観客数: 15,526人 主審: アブドゥルラーマン・ムハンマド |

| 2011年1月14日 19:15 |

| バーレーン                                                        | 5 - 2    | インド                     |
| アーイシュ 8分 (PK) · アブドゥッラティーフ 16分, 19分, 35分, 77分 | レポート | G.シン 9分 · チェトリ 52分 |

| ジャシム・ビン・ハマド・スタジアム（ドーハ） 観客数: 11,032人 主審: スブヒディン・モハド・サレー |

| 2011年1月18日 16:15 |

| オーストラリア    | 1 - 0    | バーレーン |
| ジェディナク 37分 | レポート |            |

| ジャシム・ビン・ハマド・スタジアム（ドーハ） 観客数: 3,919人 主審: 西村雄一 |

| 2011年1月18日 16:15 |

| 韓国                                        | 4 - 1    | インド             |
| 池東沅 6分, 23分 · 具滋哲 9分 · 孫興慜 81分 | レポート | チェトリ 12分 (PK) |

| アル・ガラファ・スタジアム（ドーハ） 観客数: 11,366人 主審: カリル・アル・ガムディ |

#### グループ D
| 順 | 国                     | 点 | 試 | 勝 | 分 | 敗 | 得 | 失 | 差 |
| -- | ---------------------- | -- | -- | -- | -- | -- | -- | -- | -- |
| 1  | イラン                 | 9  | 3  | 3  | 0  | 0  | 6  | 1  | +5 |
| 2  | イラク                 | 6  | 3  | 2  | 0  | 1  | 3  | 2  | +1 |
| 3  | 朝鮮民主主義人民共和国 | 1  | 3  | 0  | 1  | 2  | 0  | 2  | -2 |
| 4  | アラブ首長国連邦       | 1  | 3  | 0  | 1  | 2  | 0  | 4  | -4 |

| 2011年1月11日 16:15 |

| 朝鮮民主主義人民共和国 | 0 - 0    | アラブ首長国連邦 |
|                        | レポート |                  |

| カタールSCスタジアム（ドーハ） 観客数: 3,369人 主審: スブヒディン・モハド・サレー |

| 2011年1月11日 19:15 |

| イラク          | 1 - 2    | イラン                        |
| マフムード 13分 | レポート | レザーイー 42分 · モバリ 84分 |

| アフメド・ビン＝アリー・スタジアム（アル・ラーヤン） 観客数: 10,478人 主審: ラフシャン・イルマトフ |

| 2011年1月15日 16:15 |

| イラン                | 1 - 0    | 朝鮮民主主義人民共和国 |
| アンサリファルド 62分 | レポート |                        |

| カタールSCスタジアム（ドーハ） 観客数: 6,488人 主審: ナワフ・シュクララ |

| 2011年1月15日 19:15 |

| アラブ首長国連邦 | 0 - 1    | イラク                   |
|                  | レポート | （アッバース） 90分 (OG) |

| アフメド・ビン＝アリー・スタジアム（アル・ラーヤン） 観客数: 7,233人 主審: 西村雄一 |

| 2011年1月19日 19:15 |

| アラブ首長国連邦 | 0 - 3    | イラン                                                       |
|                  | レポート | アフシーン 70分 · M.ヌーリー 83分 · （アッバース） 90分 (OG) |

| カタールSCスタジアム（ドーハ） 観客数: 5,012人 主審: 金東進 |

| 2011年1月19日 19:15 |

| イラク          | 1 - 0    | 朝鮮民主主義人民共和国 |
| ジャーシム 22分 | レポート |                        |

| アフメド・ビン＝アリー・スタジアム（アル・ラーヤン） 観客数: 4,111人 主審: スブヒディン・モハド・サレー |

### ノックアウトステージ
ノックアウト方式で行われ、90分で勝敗が決しない場合は30分の延長戦（ゴールデンゴール方式やシルバーゴール方式でない）が行われ、さらに勝敗が決しない場合はPK戦によって勝者を決する。
|  | 準々決勝              | 準々決勝       |                |       | 準決勝    | 準決勝    |  |  | 決勝 | 決勝 |
|  |                       |                |                |       |           |           |  |  |      |      |
|  | 1月21日               |                |                |       |           |           |  |  |      |      |
|  |                       |                |                |       |           |           |  |  |      |      |
|  | ウズベキスタン        | 2              |                |       |           |           |  |  |      |      |
|  | ウズベキスタン        | 2              | 1月25日        |       |           |           |  |  |      |      |
|  | ヨルダン              | 1              |                |       |           |           |  |  |      |      |
|  | ヨルダン              | 1              | ウズベキスタン | 0     |           |           |  |  |      |      |
|  | 1月22日               |                | ウズベキスタン | 0     |           |           |  |  |      |      |
|  |                       | オーストラリア | 6              |       |           |           |  |  |      |      |
|  | オーストラリア (延長) | オーストラリア | 6              | 1     |           |           |  |  |      |      |
|  | オーストラリア (延長) |                | 1月29日        | 1     |           |           |  |  |      |      |
|  | イラク                | 0              |                |       |           |           |  |  |      |      |
|  | イラク                | 0              | オーストラリア | 0     |           |           |  |  |      |      |
|  | 1月21日               |                | オーストラリア | 0     |           |           |  |  |      |      |
|  |                       | 日本 (延長)    | 1              |       |           |           |  |  |      |      |
|  | 日本                  | 日本 (延長)    | 1              | 3     |           |           |  |  |      |      |
|  | 日本                  | 1月25日        |                | 3     |           |           |  |  |      |      |
|  | カタール              | 2              |                |       |           |           |  |  |      |      |
|  | カタール              | 2              | 日本 (p)       | 2 (3) |           |           |  |  |      |      |
|  | 1月22日               |                | 日本 (p)       | 2 (3) |           |           |  |  |      |      |
|  |                       | 韓国           | 2 (0)          |       | 3位決定戦 | 3位決定戦 |  |  |      |      |
|  | イラン                | 韓国           | 2 (0)          | 0     | 3位決定戦 | 3位決定戦 |  |  |      |      |
|  | イラン                |                | 1月28日        | 0     |           |           |  |  |      |      |
|  | 韓国 (延長)           | 1              |                |       |           |           |  |  |      |      |
|  | 韓国 (延長)           | 1              | ウズベキスタン | 2     |           |           |  |  |      |      |
|  |                       |                |                |       |           |           |  |  |      |      |
|  | 韓国                  | 3              |                |       |           |           |  |  |      |      |
|  | 韓国                  | 3              |                |       |           |           |  |  |      |      |

#### 準々決勝
| 2011年1月21日 16:25 |

| 日本                                  | 3 - 2    | カタール                                              |
| 香川真司 28分, 70分 · 伊野波雅彦 89分 | レポート | セバスティアン・ソリア 12分 · ファビオ・セザール 63分 |

| アル・ガラファ・スタジアム（ドーハ） 観客数: 19,479人 主審: スブヒディン・モハド・サレー |

| 2011年1月21日 19:25 |

| ウズベキスタン        | 2 - 1    | ヨルダン          |
| バカーエフ 47分, 49分 | レポート | B.ヤーシーン 58分 |

| ハリーファ国際スタジアム（ドーハ） 観客数: 16,073人 主審: マリク・アブドゥル・バシール |

| 2011年1月22日 16:25 |

| オーストラリア     | 1 - 0 (延長) | イラク |
| キューウェル 117分 | レポート     |        |

| ジャシム・ビン・ハマド・スタジアム（ドーハ） 観客数: 7,889人 主審: アブドゥルラーマン・ムハンマド |

| 2011年1月22日 19:25 |

| イラン | 0 - 1 (延長) | 韓国                 |
|        | レポート     | 尹ビッカラム 105+2分 |

| カタールSCスタジアム（ドーハ） 観客数: 7,111人 主審: ラフシャン・イルマトフ |

#### 準決勝
| 2011年1月25日 16:25 |

| 日本                                | 2 - 2 (延長) | 韓国                            |
| 前田遼一 36分 · 細貝萌 97分         | レポート     | 奇誠庸 23分 (PK) · 黄載元 120分 |
|                                     | PK戦         |                                 |
| 本田圭佑 岡崎慎司 長友佑都 今野泰幸 | 3 - 0        | 具滋哲 李容來 洪正好            |

| アル・ガラファ・スタジアム（ドーハ） 観客数: 16,171人 主審: カリル・アル・ガムディ |

| 2011年1月25日 19:25 |

| ウズベキスタン | 0 - 6    | オーストラリア                                                                                           |
|                | レポート | キューウェル 5分 · オグネノブスキ 34分 · カーニー 65分 · エマートン 74分 · ヴァレリ 82分 · クルーズ 83分 |

| ハリーファ国際スタジアム（ドーハ） 観客数: 24,826人 主審: アリ・アル＝バドワウィ |

#### 3位決定戦
| 2011年1月28日 18:00 |

| ウズベキスタン             | 2 - 3    | 韓国                            |
| ゲインリフ 45分 (PK), 53分 | レポート | 具滋哲 18分 · 池東沅 28分, 39分 |

| ジャシム・ビン・ハマド・スタジアム（ドーハ） 観客数: 8,199人 主審: マリク・アブドゥル・バシール |

#### 決勝
| 2011年1月29日 18:00 |

| オーストラリア | 0 - 1 (延長) | 日本         |
|                | レポート     | 李忠成 109分 |

| ハリーファ国際スタジアム（ドーハ） 観客数: 37,174人 主審: ラフシャン・イルマトフ |

| GK                   | 01 | シュワルツァー |       |       |
| RB                   | 08 | ウィルクシャー |       |       |
| CB                   | 02 | ニール         |       |       |
| CB                   | 06 | オグネノヴスキ |       |       |
| LB                   | 03 | カーニー       |       |       |
| RM                   | 14 | ホルマン       | 39分  | 65分  |
| CM                   | 15 | ジェディナク   |       |       |
| CM                   | 16 | ヴァレリ       | 16分  |       |
| LM                   | 17 | マッケイ       | 112分 |       |
| SS                   | 10 | キューウェル   |       | 103分 |
| CF                   | 04 | ケーヒル       |       | 109分 |
| サブメンバー         |    |                |       |       |
| GK                   | 12 | コー           |       |       |
| GK                   | 18 | ジョーンズ     |       |       |
| DF                   | 13 | ノース         |       |       |
| DF                   | 20 | スピラノビッチ |       |       |
| DF                   | 21 | マケイン       |       |       |
| MF                   | 07 | エマートン     |       | 65分  |
| MF                   | 19 | オアー         |       |       |
| MF                   | 22 | キルケニー     |       | 109分 |
| FW                   | 09 | マクドナルド   |       |       |
| FW                   | 11 | バーンズ       |       |       |
| FW                   | 23 | クルーズ       |       | 103分 |
| 監督                 |    |                |       |       |
| ホルガー・オジェック |    |                |       |       |

| GK                       | 01 | 川島永嗣   |  |       |
| RB                       | 06 | 内田篤人   |  | 120分 |
| CB                       | 22 | 吉田麻也   |  |       |
| CB                       | 04 | 今野泰幸   |  |       |
| LB                       | 05 | 長友佑都   |  |       |
| CM                       | 07 | 遠藤保仁   |  |       |
| CM                       | 17 | 長谷部誠   |  |       |
| RW                       | 09 | 岡崎慎司   |  |       |
| AM                       | 18 | 本田圭佑   |  |       |
| LW                       | 14 | 藤本淳吾   |  | 56分  |
| CF                       | 11 | 前田遼一   |  | 98分  |
| サブメンバー             |    |            |  |       |
| GK                       | 21 | 西川周作   |  |       |
| GK                       | 23 | 権田修一   |  |       |
| DF                       | 02 | 伊野波雅彦 |  | 120分 |
| DF                       | 03 | 岩政大樹   |  | 56分  |
| DF                       | 12 | 森脇良太   |  |       |
| DF                       | 20 | 永田充     |  |       |
| MF                       | 13 | 細貝萌     |  |       |
| MF                       | 15 | 本田拓也   |  |       |
| MF                       | 16 | 柏木陽介   |  |       |
| FW                       | 19 | 李忠成     |  | 98分  |
| 監督                     |    |            |  |       |
| アルベルト・ザッケローニ |    |            |  |       |

## 優勝国
| AFCアジアカップ2011優勝国 |
| ------------------------- |
| · 日本 · 2大会ぶり4回目   |

## 得点ランキング
| 順位 | 選手名                         | 得点数 |
| ---- | ------------------------------ | ------ |
| 1    | 具滋哲                         | 5      |
| 2    | イスマイール・アブドゥラティフ | 4      |
| 2    | 池東沅                         | 4      |
| 4    | 前田遼一                       | 3      |
| 4    | 岡崎慎司                       | 3      |
| 4    | ハリー・キューウェル           | 3      |
| 4    | アレクサンドル・ゲインリフ     | 3      |

## 表彰
| 賞             | 受賞選手・チーム | 備考  |
| -------------- | ---------------- | ----- |
| 大会MVP        | 本田圭佑         | 優勝  |
| 得点王         | 具滋哲           | 5得点 |
| フェアプレー賞 | 韓国             | 1回目 |